# Dupetit-Thouars (1901)
Pour les autres navires du même nom, voir Dupetit-Thouars (navire).
Le Dupetit-Thouars est un croiseur cuirassé de classe Gueydon construit en 1901 pour la marine française. Il participe notamment à la Première Guerre mondiale et est coulé le 7 août 1918 par un sous-marin allemand.

## Conception
Le croiseur cuirassé Dupetit-Thouars est lancé à Toulon le 5 juillet 1901 ; il fait partie de la classe Gueydon, un groupe de 3 navires de 9 500 tonnes et disposant d'une vitesse de 22 nœuds (41 km/h). Ce navire plus léger et mobile qu’un cuirassé combine l’armement puissant du croiseur à une ceinture cuirassée lui permettant de résister au tir des canons ennemis. Il peut filer à une vitesse sensiblement supérieure à celle des cuirassés, échappant ainsi à leur chasse. Son nom de baptême lui avait été donné en mémoire d’Aristide Aubert du Petit-Thouars (1760-1798), mort en héros à la désastreuse bataille d'Aboukir le 2 août 1798 en commandant le Tonnant.

## Histoire
Commandé par le capitaine de frégate Paque, le mercredi 7 août 1918 à 19 h 50 alors qu’il effectuait une mission de sécurité dans l’Atlantique à 800 km des côtes françaises pour la Cruiser and Transport Force, le SM U-62, un sous-marin allemand, le torpille par 46° 18' de latitude nord, 12° environ de longitude ouest.
L'Illustration no 3938 du 24 août 1918 en relate les faits. 
Le navire sera coulé, mais Armand Baudoin, futur capitaine de frégate, en organisera l’évacuation à bord de radeaux de fortune, sauvant du même coup la quasi-totalité de l’équipage. Sur 500 hommes, seule une dizaine manquera à l’appel. Les infortunés naufragés devront attendre le 8 août à 16 h d’être miraculeusement recueillis par le destroyer américain Tucker qui les sauvera d’une mort certaine et les débarquera à Brest le 12 août à 11 h du matin.[réf. nécessaire]
Le Capitaine de Frégate Armand Baudoin est fait chevalier de la Légion d’honneur le 15 août 1918 par le Président Poincaré.

## Personnalités ayant servi à bord
- Jean Mantelet (1891-1942), Compagnon de la Libération.